# Paradisier vert
Manucodia chalybatus
Espèce
Synonymes
- Manucodia chalybata

Statut de conservation UICN

 LC  : Préoccupation mineure
Statut CITES
Le Paradisier vert (Manucodia chalybatus) est une espèce d'oiseaux appartenant à la famille des Paradisaeidae. C'est une espèce monotypique.

## Répartition
Son aire de répartition est morcelée à travers la Nouvelle-Guinée continentale avec l’île Misol au nord-ouest.

## Dénomination
Benjamin Meggot Forster, en 1781, avait originellement nommé cette espèce Paradisea chalybata dont le nom spécifique trouve son origine dans le latin chalybeius : d’acier, en référence à ses reflets métalliques.

## Habitat
Il fréquente les forêts de collines et de moyennes montagnes de Nouvelle-Guinée ainsi que les forêts de basse altitude de l’île Misol, entre le niveau de la mer et 1 700 m mais surtout entre 500 et 600 m.

## Alimentation
Les manucodes verts se nourrissent essentiellement de fruits (surtout des figues) dans l’étage moyen ou supérieur de la canopée. Ils peuvent aussi capturer de petites proies (dont des insectes et des araignées) plus bas dans les arbres.
Beehler a observé 59 individus dont 55 se nourrissant sur différentes espèces de Ficus, 1 sur Chisocheton weinlandii et 1 sur Elmerrillia papuana (fruits à capsule), 1 sur Cissus aristata (drupe) et 1 sur une plante de la famille des zingibéracées.

## Voix
Le cri d’appel ressemble à celui des autres manucodes et peut être transcrit par un tuck ou encore chook mais le chant du mâle se singularise par des séries de notes basses et caverneuses hoo-hoo-hoo auxquelles répond parfois la femelle dans une version descendante de ces notes woo-woo-woo .

## Parade nuptiale
La période nuptiale est mal définie mais semble avoir lieu entre avril et septembre. En parade nuptiale, le mâle poursuit la femelle à travers la forêt. Perché sur une branche, il lance ensuite des cris nuptiaux et exhibe le plumage de la poitrine et du manteau en allongeant le cou et en redressant la tête.

## Nidification
On a pu décrire un nid avec une ponte d’un ou deux œufs et une saison de reproduction ayant lieu, au moins, de juillet à septembre et en janvier.

## Statut, conservation
L’espèce est franchement commune à travers l’ensemble de son aire mais sa nature effacée rend tout comptage difficile.